# Villiers (Adelsgeschlecht)

Wappen der Villiers

Villiers ist der Name eines ursprünglich französischen Adelsgeschlechts, das sich im Mittelalter und in der Neuzeit in verschiedene Familienzweige aufgliederte.
Die Familie stammt ursprünglich aus einem Geschlecht von Wikingern, die sich im Gefolge von Rollo in der Normandie ansiedelten. Die Familie erlangte im Grenzbereich zur Île-de-France schnell eine lokale Bedeutung, in der Stadt L’Isle-Adam erbaute sich die Familie ihr Stammschloss.
„Villiers de l’Isle-Adam“ ist der Name des ältesten Familienzweigs des Geschlechts, welcher noch heutzutage existiert.

## Bekannte Familienmitglieder

Philippe de Villiers de l’Isle-Adam (1464–1534) als Großmeister des Johanniterordens

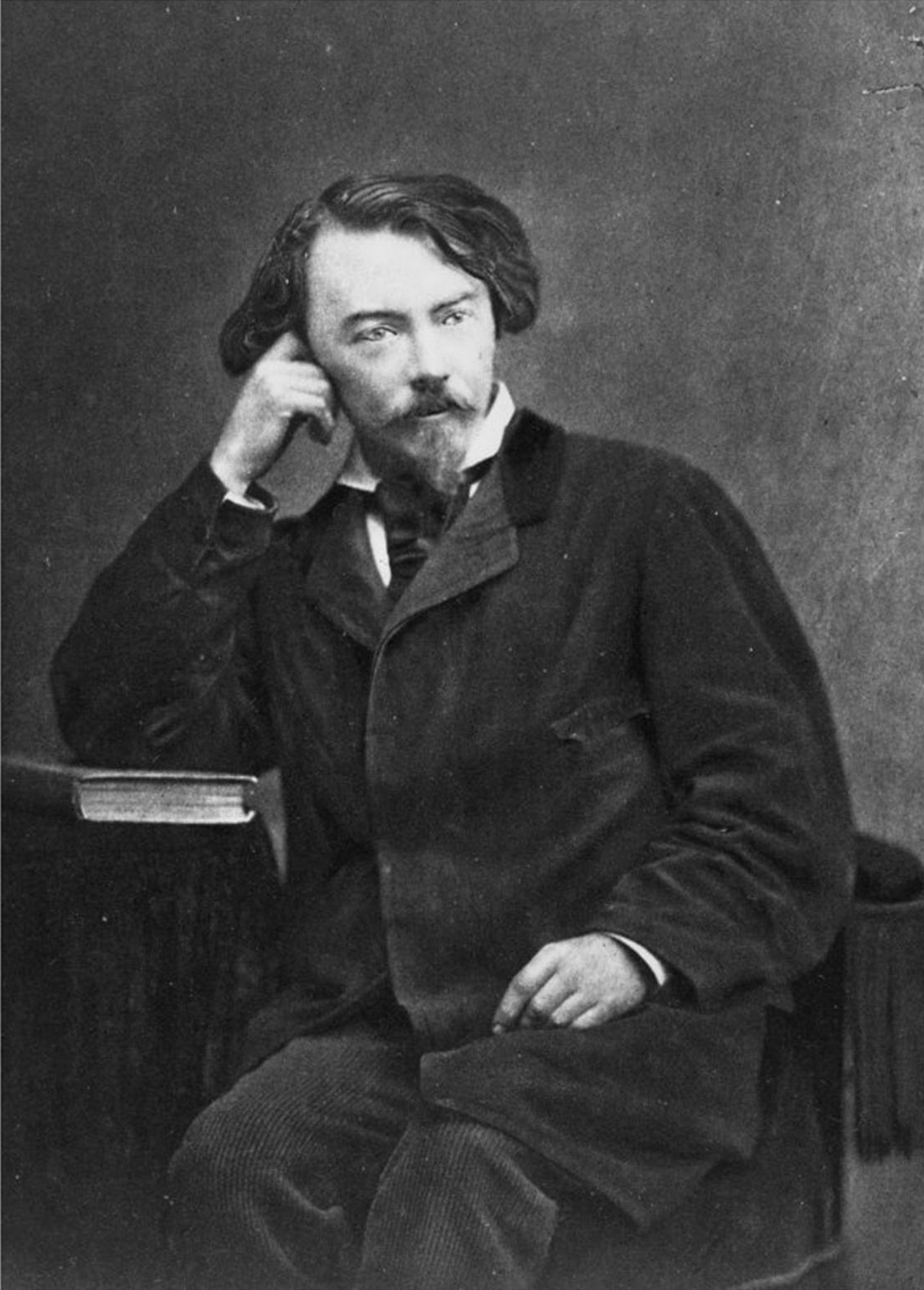
Auguste Villiers de L’Isle-Adam

### Französischer Zweig
- Jean de Villiers († 1294), Großmeister des Johanniterordens
- Philippe de Villiers de l’Isle-Adam (1464–1534), Großmeister des Johanniterordens
- Louis de Villiers de l’Isle-Adam (1497–1521), Bischof von Beauvais
- Charles de Villiers de l’Isle-Adam (1522–1530), Bischof von Limoges
- Auguste de Villiers de L’Isle-Adam (1838–1889), Literat
- Philippe de Villiers (* 1949), Politiker
- Pierre de Villiers (* 1956), ehemaliger Chef des französischen Generalstabs

#### Seigneurs von l’Isle-Adam
- Pierre Villiers de L’Isle-Adam, († 1386), Großmeister von Frankreich
- Jean de Villiers de L’Isle-Adam (1384–1437), Marschall von Frankreich

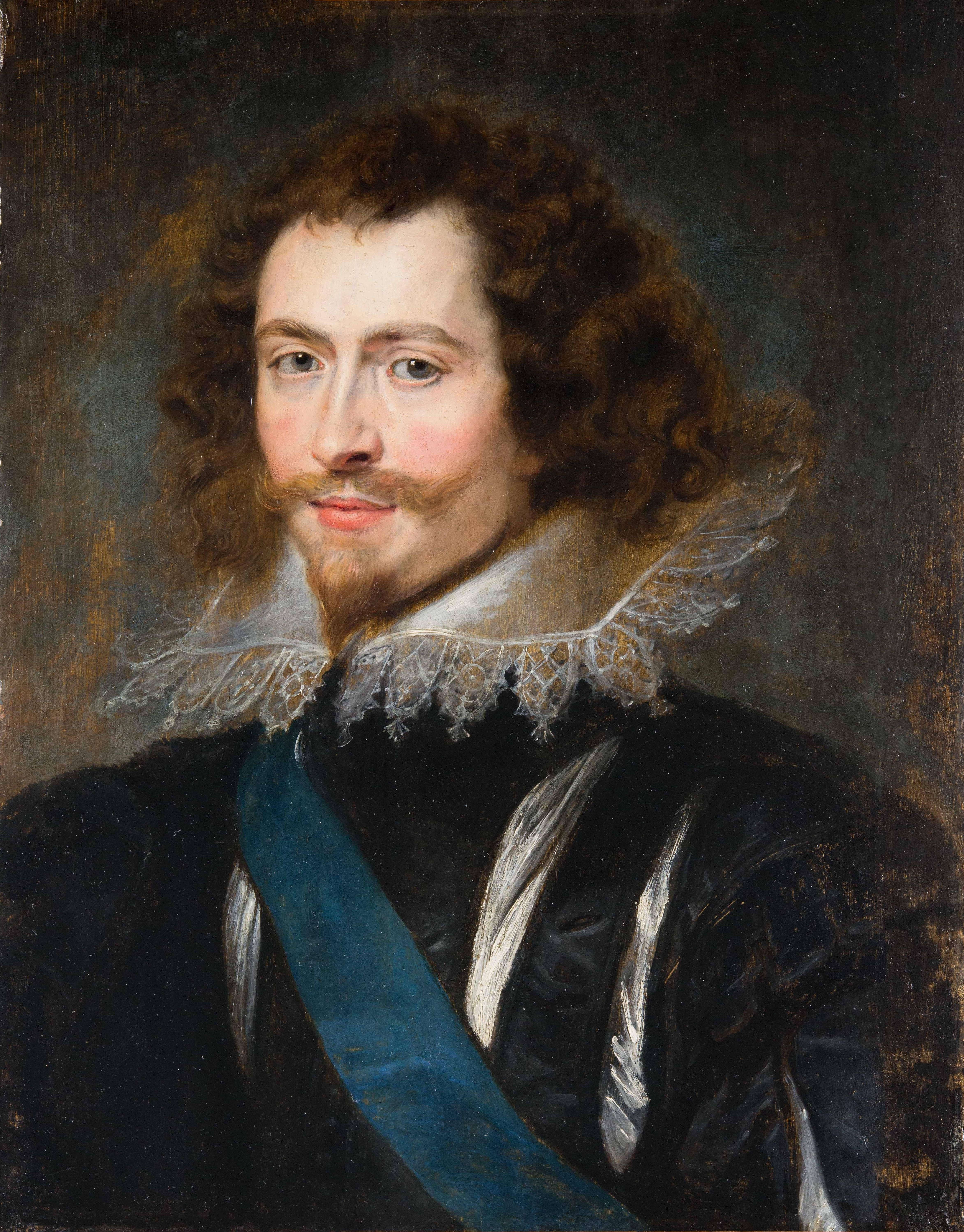
George Villiers, 1. Duke of Buckingham, Gemälde von Peter Paul Rubens, c. 1623

### Englischer Zweig
Guelf de Villiers folgte Wilhelm dem Eroberer nach England und gründete somit den englischen Zweig der Familie, der zu Peers aufstieg. Er erhielt 1623 den Titel Duke of Buckingham sowie die Titel Earl of Clarendon und Earl of Jersey.

#### Dukes und Earls von Buckingham
- George Villiers, 1. Duke of Buckingham (1592–1628)
- George Villiers, 2. Duke of Buckingham (1628–1687)

#### Earls of Clarendon
- Thomas Villiers, 1. Earl of Clarendon (1709–1786)
- Thomas Villiers, 2. Earl of Clarendon (1753–1824)
- John Villiers, 3. Earl of Clarendon (1757–1838)
- George Villiers, 4. Earl of Clarendon (1800–1870)
- Edward Villiers, 5. Earl of Clarendon (1846–1914)
- George Villiers, 6. Earl of Clarendon (1877–1955)
- George Villiers, 7. Earl of Clarendon (* 1933)

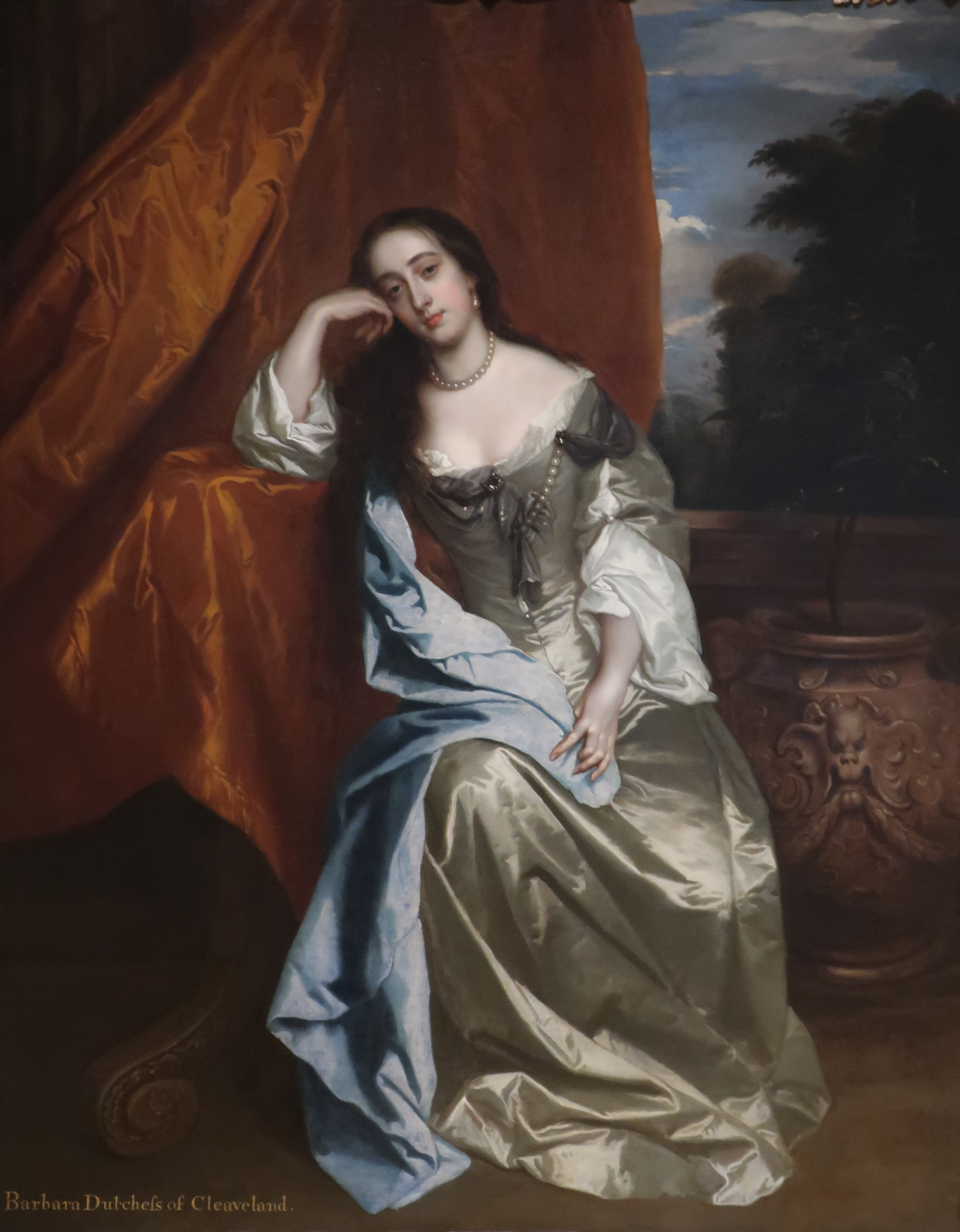
Lady Barbara Villiers, Gemälde von Sir Peter Lely

#### Sonstige Familienmitglieder
- Barbara Villiers, 1. Duchess of Cleveland (1640–1709), Mätresse des englischen Königs Karl II.
- Elizabeth Villiers (1657–1733), Countess of Orkney, Mätresse des englischen Königs Wilhelm III.
- Frances Villiers (1753–1821), Countess of Jersey, Mätresse des britischen Königs Georg IV.
- Tam de Villiers (* 1979), Jazzmusiker
- Theresa Villiers (* 1968), Politikerin der Conservative Party, ehemalige Ministerin für Nordirland

## De Villiers de Princay
Bei den De Villiers de Princay handelt es sich um eine andere Familie, die ab dem 15. Jahrhundert in Westfrankreich im Raum La Rochelle begütert war, und einige Bürgermeister von Niort und La Rochelle stellten. 1661 leitete die französische Regierung unter Ludwig XIV. eine groß angelegte, mit Bekehrungs- und Missionierungsaktionen verbundene, systematische Verfolgung der Protestanten ein. Da die de Villiers Hugenotten waren, flohen viele Familienmitglieder vor der Verfolgung aus Frankreich. Paul de Villiers wanderte im Jahr 1666 nach Kapstadt aus und gründete somit den südafrikanischen Familienzweig. Einige Familienmitglieder erlangten im 20. Jahrhundert hohe politische Ämter in südafrikanischen Diensten.
- Baron de Villiers
- Graaff Baronets (De Villiers Graaff)